# Região Oeste Centro-Norte dos Estados Unidos
A Região Oeste Centro-Norte é uma das nove divisões geográficas dos Estados Unidos que é reconhecida e oficializada pelo Censo Americano.
A divisão compreende sete estado: Dakota do Norte, Dakota do Norte, Iowa, Kansas, Minnesota, Missouri e Nebraska. A região é uma subdivisão de região maior, o Midwest, onde a parte leste compreende a Região Leste Centro-Norte. O Rio Mississippi é o divisor entre essas duas áreas.